# Bitfaktura
Bitfaktura — українська програма для виставлення рахунків-фактур та управління складом, призначений для малих, середніх та великих підприємств. Початково програма була розроблена для польського ринку під маркою Fakturownia у 2010 році. У 2020 році стала доступною для українських користувачів під маркою BitFaktura.

## Розвиток системи для польського ринку
Початки розробки системи BitFaktura сягають 2010 року — тоді під маркою Fakturownia.
У 2015 році була створена окрема компанія — Fakturownia Sp. z o. o., яка взяла на себе продаж системи у Польщі.
Перші роки роботи над продуктом команда Fakturownia провела у коворкінгу «Реактор» у Варшаві.
Загалом у 2014 році вже 100 тис. клієнтів користуватися програмою, виставляючи понад 100 тис. рахунків на місяць. У 2017 році кількість користувачів зросла до понад 300, а кількість рахунків — до 1 мільйона.
У 2020 році користувачі системи Фактуровня виставляли понад 3 млн рахунків на місяць.

## Запуск програми на українському ринку
У 2021 році українські підприємці отримали доступ до українськомовної версії системи.

## Регіональні версії системи
Мовні версії системи розробляються самостійно, а їхні функції адаптовані до вимог законодавства цільових ринків.
Перед створенням системи BitFaktura, програма була попередньо перекладена та адаптована до вимог кількох інших ринків.
У 2013 році система була перекладена на англійську мову під маркою InvoiceOcean, випущений у Великобританії, а також на французьку під маркою VosFactures, доступного у Франції, Бельгії та Швейцарії. Доступні також німецька та чеська версії системи.

## Характеристика програми
Додаток BitFaktura збудовано у моделі SaaS і використовується для управління документами, пов'язаними з операціями купівлі-продажу, що проводяться підприємствами та управлінням складом. Система дозволяє видавати документи у всіх валютах і багатьма мовами.
Виставлення рахунків може бути підключено до автоматичних платіжних систем, таких як PayPal або Braintree.
Також наприкінці 2021 року в системі з'явився новий тип документу — акти виконаних робіт.
Користувачі можуть надсилати коментарі чи поради через вкладку «Допомога», доступну на домашній сторінці веб-сайту, яка веде до інтерактивної бази знань та форуму пропозицій.
Програма BitFaktura також доступна на мобільних пристроях з операційними системами iOS.